# Miller's Girl
Miller's Girl is een Amerikaanse erotische thriller uit 2024, geschreven en geregisseerd door Jade Halley Bartlett, met Martin Freeman en Jenna Ortega in de hoofdrollen.

## Verhaal
Cairo Sweet is een achttienjarig meisje, dat meestal alleen in het landhuis van haar rijke familie in Tennessee woont, omdat haar ouders veel op zakenreis zijn. Cairo volgt een cursus creatief schrijven van leraar Jonathan Miller en maakt indruk op hem met haar brede kennis van de literatuur en haar bekendheid met Millers eigen boek, Apostrofes en Ampersands. Miller heeft niet meer geschreven sinds hij trouwde en begon met lesgeven. Zijn emotioneel onbeschikbare vrouw, Beatrice, is een succesvollere auteur die het gebrek aan ambitie van haar man en het onvermogen om nieuw materiaal te schrijven minacht. Cairo en Miller brengen steeds meer tijd samen door buiten de lessen, waarbij ze gemeenschappelijke interesses delen in romans, gedichten en de Tennesseese cultuur. Als hij per ongeluk Cairo's mobiele telefoon in bezit krijgt, vraagt ze hem deze persoonlijk terug te geven. Wanneer Miller aankomt bij het landhuis van haar ouders, verwelkomt Cairo hem in een sexy jurk en kust hem in de regen.
Geïnspireerd schrijft ze een erotisch kortverhaal over de seksuele relatie tussen een leraar en zijn leerling. Miller verklaart dat het verhaal onaanvaardbaar is en eist dat Caïro het verandert. Beledigd door de afwijzing van Miller, stuurt Cairo het verhaal naar de vice-directeur van de school, Joyce Manor, om een mogelijke affaire tussen hen aan het licht te brengen. Daaropvolgend wordt Miller geschorst.

## Rolverdeling
| Acteur            | Personage            |
| ----------------- | -------------------- |
| Martin Freeman    | Jonathan Miller      |
| Jenna Ortega      | Cairo Sweet          |
| Dagmara Domińczyk | Beatrice June Harker |
| Bashir Salahuddin | Boris Fillmore       |
| Gideon Adlon      | Winnie Black         |
| Christine Adams   | Joyce Manor          |

## Release en ontvangst
Miller's Girl ging op 11 januari 2024 in première op het Palm Springs International Film Festival en was vanaf 26 januari te zien in de Amerikaanse bioscopen. De film kreeg overwegend negatieve kritieken van de filmcritici, met een score van 29% op Rotten Tomatoes, gebaseerd op 58 beoordelingen.